# Kristotomus pronotalis
Kristotomus pronotalis là một loài tò vò trong họ Ichneumonidae.